# Stjepko Težak
Stjepko Težak (Požun kraj Ozlja, 22. srpnja 1926.  -  Zagreb, 1. kolovoza 2006.), hrvatski jezikoslovac i autor mnogih knjiga o jeziku.

## Životopis
Osnovnu školu završio je u Ozlju a klasičnu gimnaziju, Višu pedagošku školu i Filozofski fakultet u Zagrebu. Doktorat filoloških znanosti stekao je 1965. godine
Bio je profesor metodike nastave jezika i filma na Pedagoškoj akademiji i na Filozofskom fakultetu te dekan obje ustanove. Bio je i urednik časopisa "Modra lasta", priredio je brojna književna djela, uključujući Šaljive narodne pripovijetke (12 izdanja, 1963. – 1980.) i Šaljive narodne priče (1997., 2001.). 
U svom znanstvenom djelovanju bio je usmjeren na područje dijalektologije (Ozaljski govor, Kajkavsko - čakavsko razmeđe, Dijalekt na radiju, televiziji i filmu), suvremenoga hrvatskoga književnog jezika (Morfologija, Hrvatski naš svagdašnji, Hrvatski naš osebujni, Hrvatski naš (ne)zaboravljeni) i metodike nastave jezika, književnosti i filma. Sa Stjepanom Babićem napisao je i poznatu Pregled gramatike hrvatskogsrpskog jezika 

## Vanjske poveznice
- http://www.glas-koncila.hr/index.php?option=com_php&Itemid=41&news_ID=851
- http://www.hfs.hr/nakladnistvo_zapis_detail.aspx?sif_clanci=1717#.UgaWmX-KLwO